# گئورگ اوگوست تسین

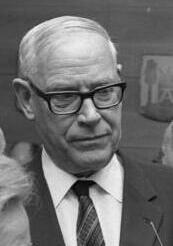
گئورگ اوگوست تسین - آوریل ۱۹۶۷

گئورگ اوگوست تسین (آلمانی: Georg August Zinn) سیاست‌مدار اهل آلمان است.